# A nap, amikor meghalt a zene
1959. február 3-án Buddy Holly repülőgépre ült (egy négyüléses Beechcraft Bonanza gépre) J. R. Richardsonnal (The Big Bopper), Ritchie Valensszel és a pilótával, Roger Petersonnal, hogy Fargóba, a következő fellépésük helyszínéhez (Moorhead, Minnesota) legközelebbi repülőtérre repüljenek. A repülőgép a Mason City repülőtérről éjféltájban, havazásban szállt fel, és néhány mérfölddel távolabb lezuhant. Mindannyian életüket vesztették. A hivatalos vizsgálat szerint a baleset a pilóta hibájából történt.
Az esemény később „A nap, amikor meghalt a zene” (The Day the Music Died) néven vált ismertté, miután Don McLean énekes-dalszerző 1971-es American Pie című dalában így utalt rá.